# Essiv–modalis
Essiv–modalis är ett grammatiskt kasus som förekommer i ungerska. Det anger antingen tillstånd, kapacitet, uppgift i vilken någon är eller någon har (essiv, exempelvis ”som en belöning”, ”exempelvis”), eller sättet på vilket en åtgärd utförs, att en händelse inträffar eller språket som någon kan (modalis, exempelvis ”slarvigt”, ”oväntat”, ”tala tyska”)
Som exempel på detta kan tas meningen Beszélek magyarul. (”Jag talar ungerska.”). Meningen denoterar förmågan att kunna tala det ungerska språket. Enligt vokalharmoniska regler blir -ul till -ül i fall som "Beszélek németül." (”Jag talar tyska.”) eftersom ordet för ”tyska”, német består helt av median- och/eller frontalvokaler.